# أرتور ميشالسكي
أرتور ميشالسكي (بالبولندية: Artur Antoni Michalski)‏ هو دبلوماسي وصحفي بولندي، ولد في 5 مايو 1962 في وارسو في بولندا.